# Gustafi
Gustafi su hrvatski muzički bend, poznat po spajanju roka sa istarskom narodnom muzikom.

## Historija
Bend su u Vodnjanu pored Pule 1980. godine osnovali Edi Maružin, Čedomir Mošnja, Vlado Maružin, Livio Morosin i Igor Arih pod imenom Gustaf i njegovi dobri duhovi (Gustaph y njegovi dobri duhovi). Svoj prvi album nazvan V objavljuju 1985. godine. Dosad su ukupno objavili osam studijskih albuma, te kompilaciju The Gust Of. Godine 2007. za album F.F dobili su nagradu Porin u kategoriji za najbolji rok album godine. Pjevaju na čakavskom narječju, te su jedni od glavnih predstavnika ča-vala. Kroz bend su prošli mnogi muzičari, te su jedino Edi i Vlado Maružin te Čedomir Mošnja stalni članovi. Gustafi su poznati po veselim i energičnim nastupima, popularno zvanim štala.

## Članovi benda
Trenutačna postava
- Edi Maružin - vokal, gitara
- Vlado Maružin - gitara
- Čedomir Mošnja - bubnjevi
- Boris Mohorić - truba, vokal
- Edin Pecman - harmonika, klavijature
- Barbara Munjas - vokal
- Dino Kalčić - bas gitara
- Romano Hantih - tuba
- Nikola Bernobić - truba
- Alen Bernobić - truba

## Diskografija
Studijski albumi
- (1985.)
- (1994.)
- (1995.)
- (1997.)
- (1999.)
- (2002.)
- (2006.)
- (2009.)

## Spoljašnje veze
- Zvanična prezentacija